# Quintanilla de las Torres
Quintanilla de las Torres es una localidad y también una pedanía del municipio de Pomar de Valdivia en la provincia de Palencia, en la comunidad autónoma de Castilla y León, España.

## Geografía
Enclavado en una hondonada que forma el surco por el que discurre el río Camesa, a 910 m s. n. m., 7 km de Pomar, y a 5 km de Aguilar de Campoo. En la carretera autonómica P-630 con acceso desde la N-611, paralela a la autovía A-67, cuenta con un apeadero en la línea de ferrocarril Palencia-Santander, remodelado por Adif.

## Demografía
Durante la revolución industrial, con la llegada del ferrocarril Palencia-Santander y su unión desde Quintanilla mediante un ramal con Barruelo (para transportar el carbón procedente de las minas), el pueblo creció rápidamente hasta alcanzar los 441 habitantes. En el año 2013 contaba con 81 habitantes, ya que al desaparecer la importante industria del ferrocarril la población se fue marchando.
Evolución de la población en el siglo XXI
| Gráfica de evolución demográfica de Quintanilla de las Torres entre 2000 y 2020 |
|                                                                                 |
| Población de derecho (2000-2020) según el padrón municipal del INE              |

## Historia
A la caída del Antiguo Régimen la localidad se constituye en municipio constitucional que en el censo de 1842 contaba con 7 hogares y 36 vecinos, para posteriormente integrarse en Villarén de Valdivia.

## Turismo
En esta localidad se encuentra el Maison Barón de la Galleta un hotel que ocupa las antiguas escuelas y un antiguo edificio del siglo XVIII restaurado. 